# Craig Baldwin
Pour les articles homonymes, voir Baldwin.
Craig Baldwin (né en 1952) est un réalisateur américain connu pour ses films expérimentaux. Spécialiste du film collage, il utilise des éléments de culture populaire underground et des images de médias de masse et de films amateurs pour créer des documentaires ou des films de fiction. Il est critique de la société de consommation.
Il nomme le courant artistique qu'il incarne « cinema povera » (cinéma de la pauvreté). Il organise des projections dans une salle aménagée au-dessus de la cave où il travaille. Sa société de distribution se nomme Other Cinema.

## Filmographie
- 1976 : Stolen Movie
- 1977 : Flick Skin
- 1978 : Wild Gunman
- 1986 : RocketKitKongoKit
- 1991 : Tribulation 99: Alien Anomalies Under America (en)
- 1992 : ¡O No Coronado!
- 1995 : Sonic Outlaws
- 1999 : Spectres of the Spectrum (en)
- 2009 : Mock Up on Mu